# Station Twyford
Twyford is een spoorwegstation van National Rail in Twyford, Wokingham in Engeland. Het station is eigendom van Network Rail en wordt beheerd door de Great Western Railway.

## Geschiedenis
Het eerste station in Twyford werd geopend op 1 juli 1839 en was het eindpunt van de Great Western Railway (GWR) tot 30 maart 1840, in afwachting van de voltooiing van Sonning Cutting. Het was een houten gebouw ten noorden van de lijn haaks op het spoor. Het eigenlijke perron lag langs een inhaalspoor naast de hoofdlijn en bediende treinen in beide richtingen, waarvan er negen per weekdag reden. Net ten westen was een tijdelijke locomotivenloods, hierheen verplaatst vanuit Maidenhead, het eerste eindpunt. Na de verlenging tot Reading werd de loods verwijderd en werd een tweede perron aan de zuidkant van het inhaalspoor gebouwd voor de treinen naar het westen. Dit perron was via een overweg aan het einde van de perrons bereikbaar.
In 1846 werden de gebouwen vervangen door een standaard ontwerp uit natuur- en baksteen met een luifel rondom zoals dat nog te zien is in Culham. De perrons werden langs de doorgaande sporen gelegd en in 1857 werd, in verband met de toen geopende zijlijn naar Henley, een kopspoor langs de noordrand van het noordelijke perron gelegd, alsmede een wissel tussen de zijlijn en de hoofdlijn. Om dit mogelijk te maken moest de goederenloods verplaatst worden, daarnaast werd een loopbrug tussen de perrons gebouwd als vervanging van de overweg.
De ombouw van breedspoor naar normaalspoor in 1892 gaf de Great Western de mogelijkheid om de hoofdlijn ten oosten van didcot van vier sporen te voorzien. Voor Twyford betekende dit de bouw van een tweede boog voor de Waltham Road-brug en het verleggen van Hurst Road naar het zuiden om plaats te maken voor de extra sporen. Het station werd volledig gereconstrueerd in de vorm die nog grotendeels zichtbaar is, met nieuwe perrons (1 en 2) om de sneldiensten te bedienen en een nieuwe voetgangersbrug. Naast het kopspoor (spoor 5) voor de diensten naar Henley werden een veestal, een kolenbunker en een weegbrug gebouwd, die laatste staat nog naast het kantoor van het plastselijke taxibedrijf. Het goederenemplacement werd uitgebreid en er werd een nieuwe goederenloods gebouwd. De nieuwe baanindeling was veel ingewikkelder en vereiste de bouw van twee seinhuizen, Oost en West, ter vervanging van het oorspronkelijke dat op het op het perron stond bij de voetgangersbrug.
Het huis voor de stationschef werd gebouwd in 1900, waarna er tot de jaren 60 van de 20e eeuw geen significante veranderingen waren. De GWR werd genationaliseerd op 1 januari 1948 toen het onderdeel werd van de Western Region van British Railways, maar afgezien van nieuwe borden had dit tot 1960 weinig effect op Twyford. In 1961 werd het emplacement vereenvoudigd en werden de twee seinhuizen buiten gebruik gesteld en vervangen door één seinhuis tussen de opgaande hoofdlijn en de zijlijn naar Henley. Dit duurde slechts tot 1972, toen het station onder de centrale verkeersleiding in Reading werd ondergebracht. De goederenloods en de veestal sloten in 1965 en het terrein werd omgebouwd tot parkeerplaats. In 1975 werd de verkeersbrug gereconstrueerd en werden de perrons 1 en 2 verlegd om een grotere boogstraal ten behoeve van de nieuwe baanvaksnelheid van 125 mijl per uur (201 km/u) mogelijk te maken.
In 1989 werden de hoofdgebouwen aan noordkant langs spoor 4 gestript en intern herbouwd om een nieuwe kaartverkoop en wachtkamer in te bouwen. Het gebouw verloor daarbij zijn schoorstenen, maar de schoorstenen op het gebouw op het eilandperron bleven intact. De fietsenstalling van het model GWR-pagode werd destijds verplaatst naar de tuin van de woning van de stationschef, waar die nog steeds te zien is.
In 2005 kreeg Norman Topson, 16 jaar stationschef en 43 jaar lokale spoorwerker, een MBE voor diensten aan de spoorwegindustrie en -gemeenschap.
In de zomer van 2009 werd de stationsbrug vervangen door een nieuwe met drie liften. De nieuwe brug ligt op de plaats van de oude, maar met slechts één trap naar perron 4 en 5 en een paar meter hoger dan de oude om de geplande elektrificatie mogelijk te maken. In het kader van de komst van de Elizabeth line werd de elektrificatie in 2017 doorgevoerd.

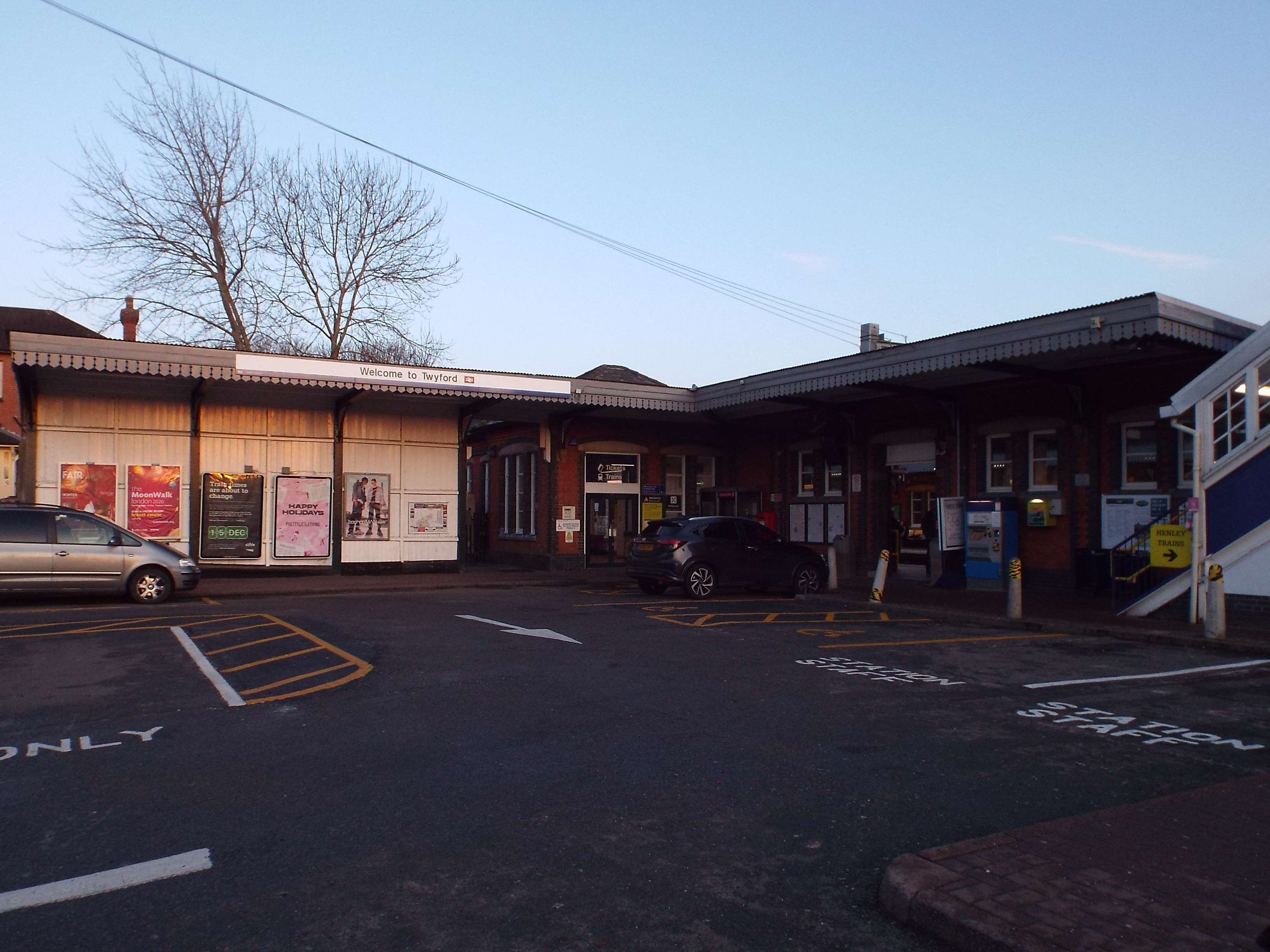
Het stationsgebouw aan de noordkant.
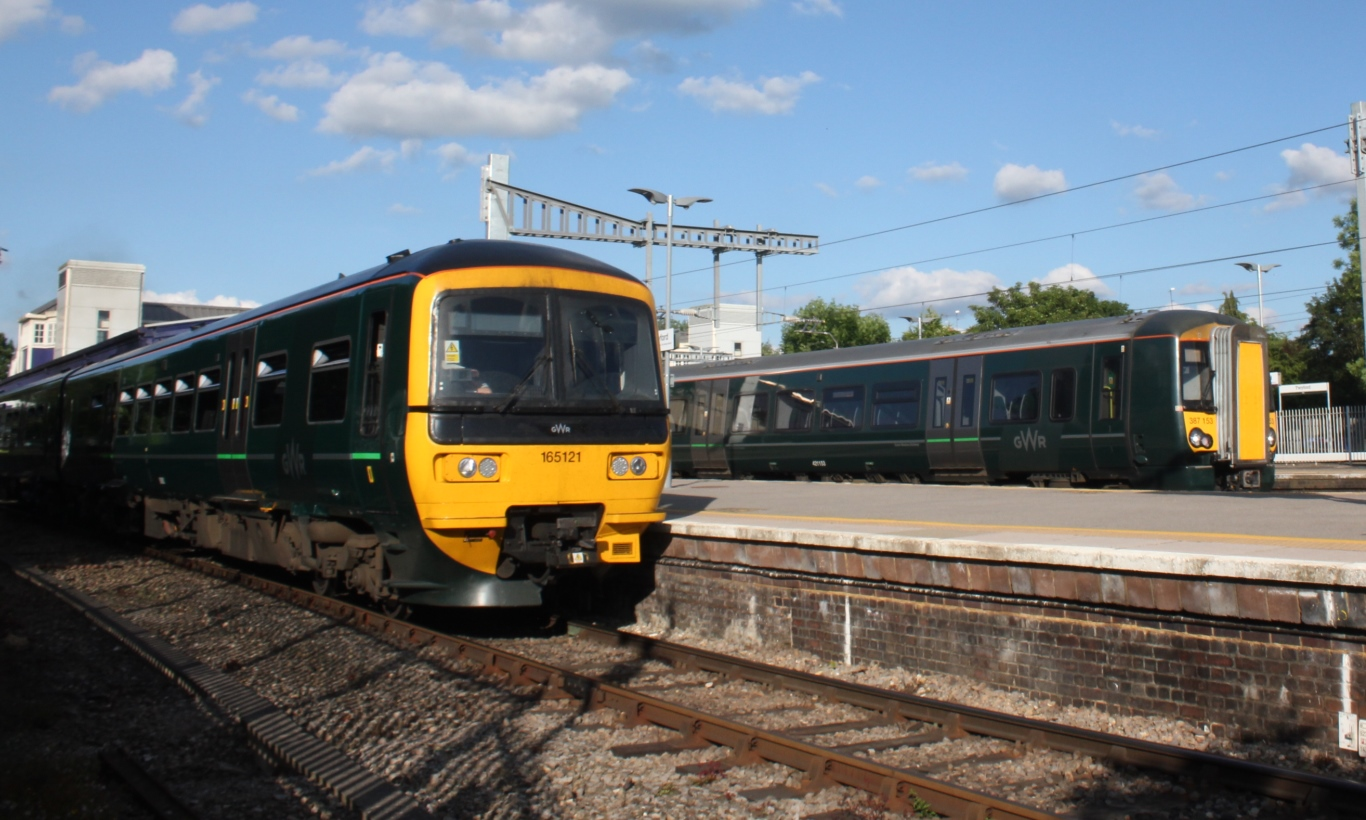
De GWR treinstellen 165121 en 387153 in Twyford respectievelijk naar Henley en Londen.
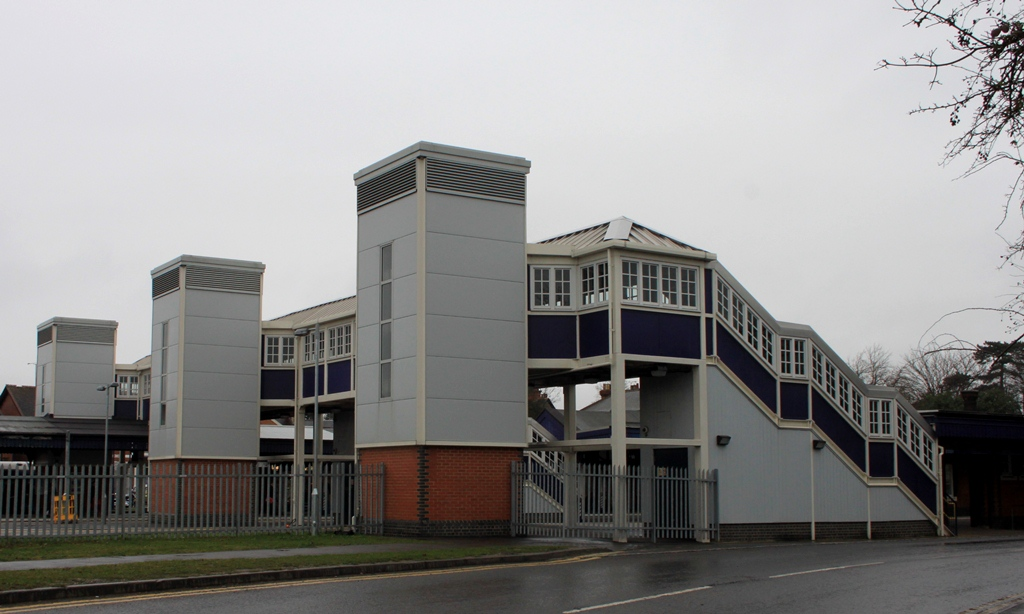
De loopbrug uit 2009 gezien uit het zuiden.

## Ligging en inrichting
Het station ligt aan de Great Western Main Line op 49,9 km ten westen van Paddington. Het vormt de aansluiting tussen de GWML en de zijlijn naar Henley-on-Thames. De treindiensten worden verzorgd door stoptreinen van zowel de Great Western Railway en de Elizabeth line.
De sporen zijn genummerd van zuid naar noord, aan de zuidkant ligt een zijperron en tussen de andere sporen liggen eilandperrons. De sporen 1 en 2 worden gebruikt door de sneldiensten die alleen tijdens de spitsuren stoppen bij Twyford, tijdens de daluren stoppen alleen de stoptreinen op de sporen 3 t/m 5. Het kopspoor 5 wordt gebruikt door de dieseltreinen op de lijn naar Henley. De elektrische stoptreinen van GWR en de Elizabeth line stoppen op de sporen 3 en 4. De lijn naar Henley kan via wissels ook bereikt worden vanaf spoor 4 en de treinen uit Londen kunnen via overloopwissels ten oosten van het station over spoor 4 ook de lijn naar Henley bereiken. De perrons hebben verschillende lengtes. Perron 1 is lang genoeg voor een trein met acht bakken; perrons 2 en 4 kunnen elk een trein met negen bakken aan; perron 3 is lang genoeg voor twaalf bakken ; terwijl spoor 5 er slechts vijf kan bevatten.

## Reizigersdienst
Van maandag tot zaterdag rijden er in oostelijke richting twee treinen per uur naar London Paddington en twee naar Abbey Wood. Naar het westen rijden er twee per uur naar Reading en twee naar Didcot Parkway. Op zondag is er een halfuurdienst in elke richting. Treinen naar Henley-on-Thames rijden met tussenpozen van ongeveer 50 minuten van maandag tot vrijdag en elk uur in het weekend.

## Media
Twyford Railway station is gebruikt als een filmlocatie in Midsomer Murders en in de BBC comedy serie Mutual Friends waar het het decor is van een zelfmoord.